# ويليام لويس داي
ويليام لويس داي (بالإنجليزية: William Louis Day)‏ هو قاضي ومحامي أمريكي، ولد في 13 أغسطس 1876 في كانتون في الولايات المتحدة، وتوفي في 15 يوليو 1936 في Wade Park District ‏ في الولايات المتحدة.